# Slijepčevići
Slijepčevići – wieś w Bośni i Hercegowinie, w dystrykcie Brczko. W 2013 roku liczyła 298 mieszkańców, z czego większość stanowili Serbowie.